# Valeh
Valeh (persiska: وله) är en ort i Iran.   Den ligger i provinsen Alborz, i den norra delen av landet, 50 km norr om huvudstaden Teheran. Valeh ligger 2 272 meter över havet och antalet invånare är 302.
Terrängen runt Valeh är varierad. Valeh ligger nere i en dal. Runt Valeh är det mycket tätbefolkat, med 1 056 invånare per kvadratkilometer. Närmaste större samhälle är Āsārā, 13,3 km sydväst om Valeh. Trakten runt Valeh består i huvudsak av gräsmarker.